# Municipio de Henderson (Illinois)
El municipio de Henderson (en inglés: Henderson Township) es un municipio ubicado en el condado de Knox en el estado estadounidense de Illinois. En el año 2010 tenía una población de 1135 habitantes y una densidad poblacional de 12,97 personas por km².

## Geografía
El municipio de Henderson se encuentra ubicado en las coordenadas 41°1′23″N 90°22′58″O / 41.02306, -90.38278. Según la Oficina del Censo de los Estados Unidos, el municipio tiene una superficie total de 87.52 km², de la cual 87,52 km² corresponden a tierra firme y (0 %) 0 km² es agua.

## Demografía
Según el censo de 2010, había 1135 personas residiendo en el municipio de Henderson. La densidad de población era de 12,97 hab./km². De los 1135 habitantes, el municipio de Henderson estaba compuesto por el 98,41 % blancos, el 0,44 % eran afroamericanos, el 0,35 % eran de otras razas y el 0,79 % eran de una mezcla de razas. Del total de la población el 3 % eran hispanos o latinos de cualquier raza.